# Abū Mansūr al-ʿIdschlī
Abū Mansūr al-ʿIdschlī  (arabisch أبو منصور العجلي, DMG Abū Manṣūr al-ʿIǧlī gest. zwischen 738 und 744) mit dem Beinamen al-Kisf („das Fragment“), war der Begründer einer extrem-schiitischen Sekte im Irak, die Mansūrīya genannt wurde und für ihre Mordpraktiken berüchtigt war. Abū Mansūr gehörte ursprünglich zu den Anhängern des schiitischen Imams Muhammad al-Bāqir und verehrte diesen als Propheten. Nach al-Bāqirs Tod nahm er das Prophetentum für sich selbst in Anspruch. Aufgrund der von ihm befürworteten Mordpraktiken wurde Abū Mansūr auch „der Würger“ (al-Ḫannāq) genannt. Er selbst wurde bereits in der späten Umayyadenzeit hingerichtet, die von ihm gegründete terroristische Sekte bestand aber bis in die frühe Abbasidenzeit fort.

## Leben
Abū Mansūr war ein Mann aus dem Umland von Kufa und gehörte den ʿIdschl, einem Zweig des nordostarabischen Stammes ʿAbd al-Qays, an. Er wuchs in der Steppe auf und war ein Analphabet, der nicht lesen konnte. Später besaß er aber ein Haus in Kufa. Anfänglich unterstützte Abū Mansūr den schiitischen Imam Muhammad al-Bāqir und verherrlichte ihn und die vorangehenden Imame als göttlich inspirierte Propheten-Apostel. Als sich Muhammad al-Bāqir aber von ihm lossagte und ihn vertrieb, nahm Abū Mansūr das Imamat für sich selbst in Anspruch und rief die Menschen zu sich.
Nach dem Tod von Muhammad al-Bāqir um das Jahr 735 behauptete er, dieser habe ihm seine Sache anvertraut und ihn zu seinem Bevollmächtigten (waṣī) nach seinem Tode gemacht. Abū Mansūrs Gefolgschaft kam hauptsächlich aus den traditionell schiitischen Stämmen der ʿIdschl, Baschīla und Kinda und schloss auch Mawālī ein. Al-Dschāhiz beschreibt, dass die Anhänger Abū Mansūrs in Gruppen zusammenlebten und reisten und gemeinsam handelten.
Chālid al-Qasrī, der unter dem Kalifen Hischām ibn ʿAbd al-Malik Statthalter des Irak war und hart gegen religiöse Häretiker vorging, ließ nach Abū Mansūr fahnden, konnte ihn jedoch nicht ausfindig machen. Erst Chālids Nachfolger Yūsuf ibn ʿUmar ath-Thaqafī, der unter von 738 bis 744 als Statthalter des Irak amtierte, bemächtigte sich seiner und ließ ihn kreuzigen.

## Lehren

### Die Imame als Propheten
Eine der wichtigsten Lehren Abū Mansūrs war seine Theorie von der Kette der Gottesgesandten, die niemals abbricht. Hierbei setzte er Gottesgesandte und schiitische Imame gleich. Nach an-Naubachtī lehrte Abū Mansūr: „ʿAlī ibn Abī Tālib war ein Prophet und Gesandter, desgleichen al-Hasan und al-Husain, ʿAlī ibn al-Husain und Muhammad ibn ʿAlī al-Bāqir; auch ich bin ein Prophet und Gesandter.“ Nach Abū Mansūrs Auffassung sollte das Imamat danach unter seinen Nachkommen fortbestehen, da es sieben Propheten von den Quraisch und sieben von den ʿIdschl geben sollte. Der letzte von Abū Mansūrs Nachkommen sollte der Qā'im (= Mahdi) sein.
Das Prophetentum ʿAlīs erklärten die Mansūriten damit, dass sich der Engel Gabriel geirrt habe, und die für ʿAlī bestimmte göttliche Botschaft fälschlicherweise Mohammed überbracht habe. Wie die anderen Ghulāt-Gruppen maßen die Mansūriten ʿAlī ibn Abī Tālib eine sehr wichtige Rolle zu. Nach Abū l-Husain al-Malatī meinten sie, dass sich ʿAlī in den Wolken befinde und nicht gestorben sei, sondern vor dem Tag der Auferstehung mit all seinen Gefährten zurückkehren werde.
Seinen eigenen Anspruch auf das Prophetentum begründete Abū Mansūr mit der Behauptung, in den Himmel gehoben worden zu sein. Bei dieser Gelegenheit soll Gott ihm über das Haupt gestrichen und ihm auf Syrisch-Aramäisch (bi-s-Suryānī) gesagt haben: „Mein Sohn, geh und verkünde von mir.“ Er sei nun ein Prophet und Gesandter. Gott habe ihn zum Freund (ḫalīl) genommen. Anschließend sei er wieder auf die Erde herabgebracht worden. Abū Mansūr behauptete auch, der Engel Gabriel bringe ihm die Offenbarung (waḥy) von Gott.

### Spiritualistische Koranexegese und Antinomismus
Abū Mansūr lehrte außerdem, dass Gott Mohammed mit der Offenbarung (tanzīl) des Korans beauftragt habe und ihn selbst mit dessen Deutung (taʾwīl). Wie andere Ghulāt interpretierte er den Koran allegorisch. Dazu gehörte, dass er koranische Begriffe wie Dschanna („Garten“) und Nār („Höllenfeuer“) als Namen von Männern interpretierte. Der Garten sei der „Imam der Zeit“ (imām al-waqt), dem Gott Folge zu leisten geboten habe, das Höllenfeuer der „Gegner des Imams“ (ḫiṣm al-imām), den man bekämpfen müsse. Derjenige, der den Imam der Zeit erreicht und sich ihm angeschlossen hatte, sollte von allen anderen Pflichten befreit sein, weil er damit ins Paradies zur Vollkommenheit gelangt war.
Auf die gleiche Weise deutete Abū Mansūr auch die koranischen Verbote und Gebote als die Namen bestimmter Personen. Zinā, verendete Tiere (al-maita), blutiges Fleisch (ad-dam), Schweinefleisch, Alkohol (ḫamr) und Glücksspiel (maisir) seien nicht wirklich verboten; vielmehr deuteten diese Begriffe auf Männer hin, denen gegenüber Loyalität verboten sei. Hinsichtlich der Aufhebung der Speisegebote berief er sich dabei auf Sure 5:93: „Für diejenigen, die glauben und gute Werke tun, liegt kein Vergehen in dem, was sie als Speise zu sich nehmen.“ Umgekehrt lehrte er hinsichtlich der im Koran genannten Pflichten wie der Salāt, der Zakāt, dem Haddsch und dem Saum, dass sie in Wirklichkeit Männer seien, denen gegenüber Walāya geboten sei.
Auch seinen Anspruch auf die Vertretung der Prophetenfamilie stützte er auf eine allegorische Auslegung des Korans. So meinte er, dass in Sure 52:44: „Und wenn sie ein Fragment (kisf) vom Himmel fallen sehen, sprechen sie: ‚Aufgehäufte Wolken!‘“ der Himmel die Familie Mohammeds (āl Muḥammad), das vom Himmel herunterfallende Stück (kisf) er selbst, und die Erde, auf die dieses Stück falle, die Schia sei. Diejenigen, die dieses Wunder nicht anerkannten, und das himmlische Fragment fälschlicherweise für aufgehäufte Wolken hielten, identifizierte er mit den Anhängern des rivalisierenden Prophetenanwärters al-Mughīra ibn Saʿīd. Ursprünglich hatte Abū Mansūr das aus dem Himmel gefallene Fragment mit ʿAlī ibn Abī Tālib identifiziert.
Mit der spiritualistischen Auslegung der koranischen Verbote war eine antinomistische Grundhaltung verbunden. So lehrte Abū Mansūr, dass Gott ihnen nichts verboten habe, das ihre Körper stärke und ihnen gefalle. Auch sollen die Mansūriten den Geschlechtsverkehr mit engen Verwandten (maḥārim) erlaubt haben, „entsprechend der Lehre der Magier (d. h. Zoroastrier) vom geschlechtlichen Verkehr mit Müttern und Töchtern.“ Asch-Schahrastānī hielt die Mansūriten wegen derartiger Lehren für eine Untergruppe der Churramiten.

### Legitimation von Gewalt und Terrorismus
Asch-Schahrastānī berichtet, dass Abū Mansūr seinen Anhängern das Töten ihrer Gegner, den Raub ihrer Güter und den Verkehr mit ihren Frauen erlaubte. Nach an-Naubachtī befahl er seinen Anhängern sogar, ihre Gegner durch Erwürgen zu ermorden, und lehrte: „Wer sich euch widersetzt, ist ein Kāfir und Muschrik. Tötet ihn, denn dies ist ein verborgener Dschihad (ǧihād ḫafī).“  Anderen Quellen zufolge lehrten die Mansūriten, dass derjenige, der vierzig Gegner ihrer Sekte getötet habe, ins Paradies kommen solle. Mit ihren Mordaktivitäten jagten sie den Menschen großen Schrecken ein.
Wenn die Mansūriten ihre Gegner töteten, erdrosselten sie sie oder zertrümmerten mit Steinen ihre Schädel, weil sie der Auffassung waren, dass Metallwaffen vor dem Erscheinen des Mahdis nicht angewandt werden dürften. Nach dem Erscheinen des „sprechenden Imams“ (al-imām an-nāṭiq) sollte das Tragen von Schwertern jedoch Pflicht werden.
Nach Ibn Hazm ermordeten die Mansūriten nicht nur ihre Gegner, sondern wahllos jeden, der ihnen über den Weg kam, und rechtfertigten das damit, dass sie auf diese Weise nur dafür sorgten, dass diese Menschen schneller ins Paradies bzw. in die Hölle gelangten. Das Hab und Gut ihrer Opfer betrachteten sie als rechtmäßige Beute und übergaben ein Fünftel (ḫums) davon ihrem Führer. Um die Schreie ihrer Opfer zu übertönen, schlugen sie Trommeln und ließen ihre Hunde bellen. Abū Mansūrs „Ziehmutter“ (ḥāḍina), Maylā' wird in einem Gedicht von Hammād ar-Rāwiya (gest. 772/73) als eine Anführerin dieser „Strangulierer“ erwähnt.
Hinsichtlich ihrer Terroraktivitäten weisen die Mansūriten große Ähnlichkeit mit der charidschitischen Sekte der Azraqiten auf, die ein halbes Jahrhundert früher im Irak und in Iran ihr Unwesen trieb. Die Mansūriten waren allerdings die erste schiitische Gruppierung, die auf Terror zur Einschüchterung von Gegnern zurückgriff, bevor später die nizāritischen Ismāʿīliten diese Methode übernahmen.

### Christliche und gnostische Züge
Heinz Halm wies darauf hin, dass die Lehren Abū Mansūrs auch einige christliche Züge aufwiesen. So meinte er, dass das erste Geschöpf, das Gott erschaffen habe, Jesus gewesen sei. In diesem Punkt unterschied er sich von al-Mughīra ibn Saʿīd, denn dieser hielt Mohammed für das erste von Gott erschaffene Wesen. Auf christlichen Einfluss könnte auch zurückgehen, dass die Mansūriten beim Schwören die Formel: „beim Logos“ (bi-l-kalima) verwendeten. Auch die Behauptung Abū Mansūrs, dass Gott mit Syrisch geredet habe, fügt sich hier ein, denn das Syrische war im Irak die Sprache der Kirche. Halm erklärt diese christlichen Züge mit Abū Mansūrs tribaler Herkunft: ʿIdschl und ʿAbd al-Qais waren nämlich in vorislamischer Zeit teilweise christianisiert.
Abū Mansūr lehrte außerdem, dass die Menschen aus Finsternis und Licht gemischt seien. Der ostiranische Gelehrte Abū l-Maʿālī berichtete in seinem 1092 abgefassten Kitāb Bayān al-adyān, dass sich Abū Mansūr als einen Mann aus Licht vorstellte, der eine Krone auf dem Haupt hatte. Der Koran bildete sein Gewand, die Thora sein Hemd und die Psalmen seine Hose. Derartige anthropomorphistische Vorstellungen waren wahrscheinlich von der spätantiken Gnosis beeinflusst.

## Die Mansūrīya nach seinem Tod
Nach Abū Mansūrs Tod spaltete sich die Manṣūrīya in zwei Gruppen. Eine von ihnen, die als Muhammadīya bekannt war, erkannte den Hasaniden Muhammad an-Nafs az-Zakīya (gest. 762) als ihren Imam an. Sie waren der Auffassung, dass Muhammad al-Bāqir Abū Mansūr nur als einen zeitweiligen Verwahrer (mustawdaʿ) eingesetzt hatte, um Zwistigkeiten zwischen den Anhängern von al-Hasan und al-Husain zu verhindern, so wie Mose Josua eingesetzt hatte, bevor die Nachfolge an die Nachkommenschaft seines Bruders Aaron ging. Nach Abū Mansūrs Tod sollte das Imamat wieder zu den Aliden zurückkehren. Sie überlieferten, dass Abū Mansūr gesagt hatte: „Ich bin nur ein Verwahrer und habe nicht das Recht, (das Imamat) an jemanden anders weiterzugeben, bis der erwartete Mahdi erscheint. Er ist Muhammad ibn ʿAbd Allāh an-Nafs az-Zakīya.“
Die andere Gruppe, die sogenannte Husainīya, betrachtete Abū Mansūrs Sohn al-Husain ibn Abī Mansūr als Imam und Prophet und lieferte ihm den Fünften der bei ihren Erdrosselungsaktionen erbeuteten Vermögensgüter ab. Der abbasidische Kalif al-Mahdī (reg. 775–785) ließ al-Husain jedoch gefangen nehmen. Hierbei stellte man große Summen Geldes bei ihm sicher. Nachdem al-Husain seine Taten gestanden hatte, ließ al-Mahdi ihn töten und ans Kreuz hängen. Anschließend verhaftete er eine ganze Reihe von al-Husains Anhängern und verfuhr mit ihnen auf die gleiche Weise. Die Sekte löste sich danach offensichtlich schnell auf.